# Aladin (Oper)
Aladin (in einigen Quellen auch Aladdin geschrieben) ist eine Adaption des Märchens Aladin aus Tausendundeiner Nacht von Kurt Atterberg für die Oper. Das Libretto stammt von Bruno Hardt-Warden und Ignaz Michael Welleminsky.

## Entstehung
Die Idee zur Komposition (op. 43) entstand ab August 1936, als der Komponist die Librettisten in Garmisch traf. Das Libretto war schon weitgehend fertiggestellt und Atterberg begann am 15. Juli 1937 mit der Komposition der Klavierfassung. Am 24. August 1940 war die Klavierfassung fertiggestellt und Atterberg begann mit der Orchestrierung, die er am 28. Januar 1941 abschloss. Die Ouvertüre wurde allerdings erst für die deutsche Erstaufführung nachkomponiert. Atterberg übersetzte gemeinsam mit seiner Frau die deutsche Originalfassung des Librettos ins Schwedische. Da Welleminsky Jude war, durfte er vom Verlag nicht als Librettist genannt werden.
Die lange Entstehungszeit war der hohen Arbeitsbelastung Atterbergs, u. a. durch Dirigate und Funktionärstätigkeiten, aber auch dem Beginn des Zweiten Weltkriegs geschuldet.

## Aufführungsgeschichte
Aladin wurde 1941 in der Königlichen Oper Stockholm unter dem Dirigat von S. A. Axelson in schwedischer Sprache uraufgeführt. Atterberg war mit der Inszenierung bis auf die Tänze zufrieden, allerdings blieb der durchschlagende Erfolg mit nur 11 Aufführungen aus.
Bei der Uraufführung sangen Einar Andersson (Aladin), Ruth Moberg (Yasmine), Joël Berglund (Muluk), Björn Forsell, Arne Wirén, Leon Björker und Folke Johnson.
Die deutsche Erstaufführung erfolgte am 18. Oktober 1941 am Opernhaus Chemnitz.  Obwohl der Intendant euphorisch urteilte: „Schon nach der Ouvertüre starker Beifall, der sich von Bild zu Bild steigerte und zum Schluss zu lebhaften Ovationen anwuchs. Glaube an den bleibenden Erfolg dieses publikumswirksamen Werkes.“, war der Erfolg allerdings bescheiden und es kam seither zu keiner weiteren Aufführung.
Am 11. März 2017 fand die weltweit erst dritte Produktion am Staatstheater Braunschweig unter der musikalischen Leitung von Jonas Alber statt, die live im Deutschlandradio Kultur übertragen wurde und von der Kritik begeistert aufgenommen wurde. Die Hauptrollen sangen Michael Ha (Aladin), Solen Mainguene (Laila), Frank Blees (Nazzreddin), Selcuk Hakan Tirasoglu (Bettler/Dschababirah) und Oleksandr Pushniak (Muluk). Die Aufführung weicht jedoch aus Gründen der politischen Korrektheit vom Libretto des Jahres 1941 ab und verlegt die Handlung in die Gegenwart, in eine ehemalige mittelasiatische Sowjetrepublik.
Am 6. Juni 2023 erschien der Premieren-Mitschnitt bei cpo als Doppel-CD.

## Musik
Atterberg hatte sich seit seiner ersten Komposition op. 1 im Jahr 1913 wiederholt mit orientalischen Motiven auseinandergesetzt, allerdings ohne nachhaltigen Erfolg. Er übernahm zahlreiche Ideen aus diesen Kompositionen für diese Oper.
Das Werk bedient sich einer spätromantisch-dramatischen Klangsprache. Es „dominieren in dieser Oper leuchtende Klangfarben, große melodische Linien und folkloristisch-orientalische Einsprengsel“. Andere Kritiker sehen die Oper als „musikalische Kreuzung aus dem Orientalismus der Opern von Nikolai Rimski-Korsakow mit den Streichersätzen und Backgroundchören amerikanischer Röhrenradioschlager…“ Während Atterbergs Sinfonien nach wie vor in Konzerten zu hören sind, ist Aladin wie seine anderen Opern in Vergessenheit geraten. Es gab bis zum Mitschnitt der Braunschweiger Aufführung keine Aufnahme des Werks, lediglich die gleichnamige Ouvertüre (op. 44), im Untertitel als Perpetuum mobile Orientale benannt, war eingespielt worden.

### Instrumentation
Die Orchesterbesetzung der Oper enthält die folgenden Instrumente:
- Holzbläser: zwei Flöten (auch Piccolo), zwei Oboen (auch Englischhorn), zwei Klarinetten (auch Es-Klarinette und Bassklarinette), zwei Fagotte
- Blechbläser: vier Hörner, drei Trompeten, drei Posaunen, Tuba
- Pauken, Schlagzeug (drei Spieler): Orientalische Pauke, zwei Triangeln, Tamburin, kleine Trommel, große Trommel, Becken, Tamtam
- Harfe
- Klavier, Celesta
- Banda: zwei Oboen, zwei Klarinetten, drei Trompeten
- Streicher: sechs Violinen 1, vier Violinen 2, drei Violen, drei Violoncelli, zwei Kontrabässe